# Luštica

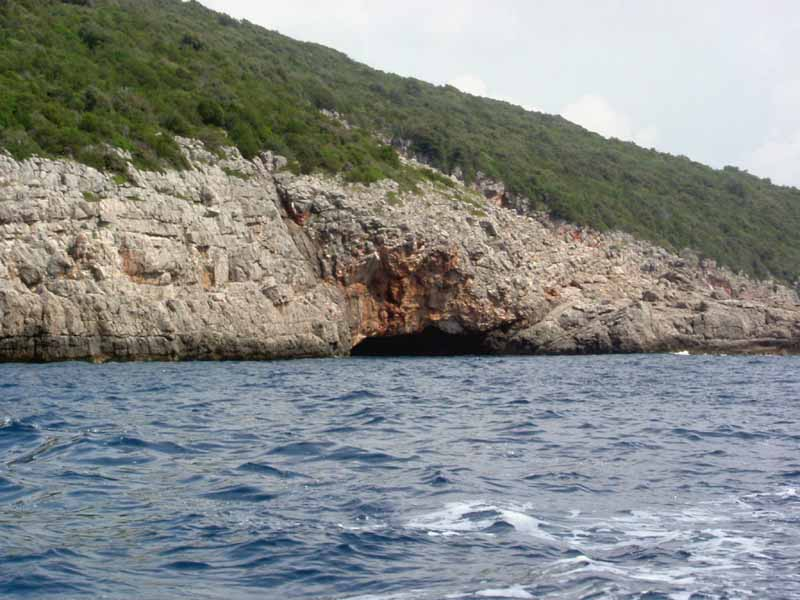
Die Blaue Grotte an der offenen Meerseite der Luštica Halbinsel

Luštica ist eine gebirgige und buchtenreiche Halbinsel an der Adriaküste in Montenegro. 
Zwischen der Halbinsel Luštica und dem auf kroatischer Seite liegenden Prevlaka befindet sich der Eingang der Bucht von Kotor. 
Ihrer strategischen Lage wegen vor dem Eingang in den ehemaligen Kriegshafen Kotor fanden sich auf der Halbinsel seit dem Ausbau der Marinebasis unter Österreich-Ungarn und auch im späteren Jugoslawien bedeutende militärische Einrichtungen. Unterirdische U-Boot Einfahrten und ein zentraler Polygon der JNA und VJ für das Testen von militärischem Gerät machten die Halbinsel noch bis Ende der 1990er Jahre zum Sperrgebiet. Während der NATO-Bombardierung von Serbien-Montenegro 1999 wurden die militärischen Einrichtungen auf der Halbinsel mehrfach auch mit Uran-Munition beschossen, was insbesondere von Umweltschützern stark kritisiert wurde.

## Relief
Die Halbinsel nimmt eine Fläche von 47 km² ein, ist 13 km lang und erreicht im Obosnik 582 m Höhe.
Die 35 km lange Küstenlinie der Halbinsel macht 12 % der gesamten montenegrinischen Küste aus. Auf der meerzugewandten Seite ist diese als buchtenreiche verkarstete Steilküste mit starker Meeresabrasion ausgebildet, an der mehrere Meereshöhlen (Plava spilja) spezielle Attraktionen sind. 
In den Buchten liegen bedeutende Badestrände (Žanjice, Mirište, Arza und Dobreč). 
Die Küstenlinie in der der Bucht zugewandten Seite ist dagegen kaum relieffiert und, da von Meereswellen geschützt, auch nicht durch die Abrasionswirkung zerfranst. Hier lagen auch die ehemals wichtigen U-Boot Häfen und weitere militärische Einrichtungen.
Das Innere der Halbinsel ist durch sanfte und mittelhohe bewaldete Bergkämme geprägt. Hier standen ursprünglich mehrere Radaranlagen, und auch Einrichtungen der Küstenartillerie waren dort positioniert.

## Besiedlung
Die Halbinsel ist durch mehrere kleinere Dörfer erschlossen, von denen jedoch nur zwei an der Küste liegen. Olivenbaumkulturen und Kiefernwälder prägen die Landschaft. 
Der einzige Hafen Rose bestand schon in der Antike und gilt als einer der ältesten der Bucht. Von 20 kleineren Kirchen sind 18 serbisch-orthodox und zwei katholisch.

## Geschichte
Rose war zur römischen Zeit einst ein wichtiger Ort an der Adriamagistrale, von wo die Handelsstraße über die Bucht von Kotor hinübersetzte. Auch später zur byzantinischen Zeit bestanden in Rose eine Zollstation und ein Schutzhafen vor Stürmen. In einem der Werke des Byzantinischen Basileus Konstantin Porphyrogennetos aus dem Jahr 941 geht außerdem hervor, dass hier die Hafenmeisterei der Bucht lag.
Koordinaten: 42° 24′ N, 18° 37′ O